# Elena Smiešková
Elena Smiešková (ur. 14 sierpnia 1919 w Záriečiu, zm. 2 lipca 2006 w Bratysławie) – słowacka językoznawczyni. Zajmowała się badaniem zasobu słownego literackiej słowacczyzny (leksykologia, leksykografia, zwłaszcza frazeologia).
W latach 1938–1939 studiowała na Wydziale Filozoficznym Uniwersytetu Komeńskiego w Bratysławie, a w latach 1939–1942 na Wydziale Filozoficznym Uniwersytetu Słowackiego w Bratysławie (język słowacki i język niemiecki). W 1975 r. uzyskała „mały doktorat” (PhDr.). W 1984 r. została uhonorowana srebrną odznaką SAV Ľudovíta Štúra za zasługi w dziedzinie nauk społecznych. 
Współautorka Slovníka slovenského jazyka I–VI (Bratysława 1959–1968), autorka Malého frazeologického slovníka (Bratysława 1974, 1989) i Szlovák-magyar frazeológiai szótár (Bratysława 1981). Członkini redakcji czasopisma „Kultúra slova”.

## Wybrana twórczość
- Podpísať sa pod niečo (1986)
- Rutinovaný, rutinérsky, rutinný (1986)
- Čo všetko môže byť zadubené? (1988)
- Malý frazeologický slovník (1989)